# Адвокатите от Бостън
„Адвокатите от Бостън“ (на английски: Boston Legal) е американски телевизионен сериал, съдебна драма. Продукцията е създадена от сценариста Дейвид Кели и е продължение на неговия успешен телевизионен проект, наречен „Адвокатите“ (на английски: The Practice). Сериалът е носител на наградите Еми, Златен глобус и Пийбоди.

## Основна идея
Действието в сериала се развива в известната адвокатска кантора „Крейн, Пул и Шмид“, където работят едни от най-способните юристи в Бостън. Дени Крейн е старши партнъор, който няма изгубено дело в кариерата си и често обича да го споменава. Алън Шор е млад, амбициозен и арогантен адвокат, чиито убедителни заключителни речи често определят изхода на делата, които води. Шърли Шмид е уравновесен старши партньор и отличен юрист, чиито сериозен характер често контрастира с лекомисленото и безсрамно поведение на Алън и Дени. Тримата герои са ядрото на сюжетната линия и присъстват в почти всеки един епизод.

## Актьорски състав

### Основен състав
- Джеймс Спейдър в ролята на Алън Шор – озвучава се от Георги Тодоров, а при появите си в „Адвокатите“ от Виктор Танев.
- Уилям Шатнър в ролята на Дени Крейн – озвучава се от Георги Новаков, а при появите си в „Адвокатите“ от Виктор Танев.
- Кандис Бъргън в ролята на Шърли Шмид – в първи сезон се озвучава от Тамара Войс, във втори от Гергана Стоянова, а от трети до края на сериала от Даринка Митова
- Рене Оберженоа в ролята на Пол Люистън
- Джули Боуен в ролята на Денис Бауър
- Марк Вали в ролята на Брад Чейс – озвучава се от Георги Новаков
- Крисчън Клеменсън в ролята на Джери Еспенсън
- Крейг Биерко в ролята на Джефри Кохо
- Рона Митра в ролята на Тара Уилсън – в първи сезон се озвучава от Тамара Войс, във втори от Гергана Стоянова, а в „Адвокатите“ от Милена Живкова.
- Констанц Цимър в ролята на Клер Симс
- Гари Антъни Уилямс в ролята на Кларънс Бел
- Моника Потър в ролята на Лори Колсън – озвучава се от Петя Абаджиева.
- Джъстин Ментъл в ролята на Гарет Уелс
- Лейк Бел в ролята на Сали Хийп – озвучава се от Петя Абаджиева.
- Джон Ларокет в ролята на Карл Сак – озвучава се от Николай Пърлев.
- Бети Уайт в ролята на Катрин Пайпър
- Сафрън Бъроуз в ролята на Лорейн Уелър
- Тара Самърс в ролята на Кейти Лойд
- Райън Мичъл Бейт в ролята на Сара Холт
- Тараджи Хенсън в ролята на Уитни Роум

### Гостуващи актьори
- Скот Бакула в ролята на Джак Рос
- Ед Бегли Джуниър в ролята на Клифърд Кабът
- Ралф Белами в ролята на бащата на Дени Крейн
- Шели Бърман в ролята на съдия Робърт Сандерс
- Джил Бренан в ролята на Грейси Лейн
- Дейвид Дийн Ботръл в ролята на Линкълн Майер
- Джейн Брук в ролята на Рейчъл Люистън
- Делта Бърк в ролята на Бела Хороуиц
- Мариса Куглан в ролята на Мелиса Хюс
- Кристин Ебърсоул в ролята на Съни Фийлдс
- Рупърт Еверет в ролята на Малкълм Холмс
- Чък Маккан в ролята на съдия Байрън Фъд
- Франсис Фишер в ролята на Кери Лансинг
- Майкъл Джей Фокс в ролята на Даниъл Поуст
- Къри Греъм в ролята на Франк Гинсбърг
- Хенри Гибсън в ролята на съдия Кларк Браун
- Меридит Итън-Гилден в ролята на Бетани Хороуиц
- Мери Грос в ролята на Лей Суифт
- Джон Майкъл Хигинс в ролята на Джери Остин
- Хедър Локлиър в ролята на Кели Нолан
- Ния Лонг в ролята на Ванеса Уокър
- Шели Лонг в ролята на Мириам Уотсън
- Джейн Линч в ролята на Джоана Монро
- Лари Милър в ролята на Едуин Пул
- Меган Мълали в ролята на Рената Хил
- Гейл О'Грейди в ролята на съдия Глория Уелдън
- Меридит Патерсън в ролята на Миси Тигс
- Итън Филипс в ролята на Майкъл Шилер
- Паркър Поузи в ролята на Марлийн Стенгър
- Фреди Принз Джуниър в ролята на Дони Крейн
- Миси Пайл в ролята на Рене Уингър
- Карл Райнър в ролята на Милтън Бомбей
- Уилям Ръс в ролята на Кристофър Палмър
- Джери Райън в ролята на Кортни Рийз
- Кейти Сийгъл в ролята на Барбара Литъл
- Том Селек в ролята на Айвън Тигс
- Ал Шарптън в ролята на себе си
- Армин Шимерман в ролята на съдия Брайън Хупър
- Робърт Уагнър в ролята на Бари Гоул
- Кери Уошингтън в ролята на Челина Хол
- Джалил Уайт в ролята на Кевин Гивънс

## Награди
- Списък с наградите, спечелени от „Адвокатите от Бостън“:

| Награда         | Година | Категория                                                                            |
| --------------- | ------ | ------------------------------------------------------------------------------------ |
| Награди Еми     | 2007   | Най-добър актьор, изпълняващ главна роля в драматичен сериал (Джеймс Спейдър)        |
| Награди Еми     | 2006   | Най-добър гостуващ актьор в драматичен сериал (Крисчън Клеменсън)                    |
| Награди Еми     | 2006   | Най-добра обработка на звука                                                         |
| Награди Еми     | 2005   | Най-добър актьор, изпълняващ главна роля в драматичен сериал (Джеймс Спейдър)        |
| Награди Еми     | 2005   | Най-добър поддържащ актьор в драматичен сериал (Уилям Шатнър)                        |
| Златен глобус   | 2005   | Най-добър поддържащ актьор в сериал, минисериал или телевизионен филм (Уилям Шатнър) |
| Награди Пийбоди | 2005   | Награда за втория сезон на сериала                                                   |
| Награди Сателит | 2006   | Най-добър актьор в сериал, комедия или мюзикъл (Джеймс Спейдър)                      |

## Цитати
[Дени постоянно гледа в бюста на една клиентка и тя забелязва това]
Алън: Извинете Дени. Очите му са по-големи от срама му.

## „Адвокатите от Бостън“ в България
В България сериалът е излъчен по Fox Life. На 5 март 2010 г. започва пети сезон, всеки петък от 21:00 с повторение в събота от 16:50. Дублажът е на студио Александра Аудио. Ролите се озвучават от артистите Тамара Войс в първи сезон, Гергана Стоянова във втори, Даринка Митова от трети, Мина Костова за кратко през трети, Петя Абаджиева, Георги Новаков, Петър Върбанов в епизоди от трети сезон, Николай Пърлев от четвърти и Георги Тодоров.
През 2010 г. започна повторно излъчване по Fox Crime.